# 生田秀和
生田　秀和（しょうだ　ひでかず、1978年8月15日 -）は神奈川県出身の日本の柔道家。現役時代は100kg超級の選手。身長185cm。体重120kg。組み手は右組み。段位は六段。現在は綜合警備保障でコーチを務めている。また、2016年からは全日本の男子ジュニアコーチにも就任した。

## 人物
小学校5年の時に床屋へ行ったら、神奈川県警に務める人物に体の大きさを見込まれて朝飛道場を紹介されたことがきっかけで柔道を始めた。栗田谷中学3年の時には全国中学校柔道大会78kg超級に出場すると決勝までオール一本勝ちの圧勝で勝ち進み、決勝では大宮中学の井上康生とのそれぞれ10年に1人の逸材と高く評価されていた超中学級同士による争いとなったものの、上四方固で敗れて2位に終わった。桐蔭学園高校に進むと、1、2年の時には高校選手権団体戦の神奈川県予選決勝で東海大相模高校の井上に阻まれて全国大会には出場できなかったが、3年のインターハイ団体戦予選決勝では、中学からの同級生ですでに生田を上回るエースに成長していた落合功の活躍もあって東海大相模高校に競い勝つと、本戦でも世田谷学園高校や国士舘高校を破って優勝を飾った。筑波大学に進むと、4年の時には正力杯で3位になった。また、無差別のみで争われた嘉納杯では準々決勝でシドニーオリンピック81kg級金メダリストであるJRAの瀧本誠を指導で破るなどして3位になった。2001年には大学を卒業して綜合警備保障所属となると、2003年の実業個人で優勝を飾った。2004年の体重別では決勝で警視庁の棟田康幸を指導3で破って優勝を果たした。2005年にはフランス国際で2位になると、全日本選手権では準決勝で平成管財の鈴木桂治に内股で敗れたが3位に入った。2006年の全日本選手権では国士舘大学の石井慧に有効で敗れるが、2年連続で3位となった。講道館杯では約2年ぶりに第一線に復帰してきた会社の同僚である井上と決勝で対戦するが、内股で敗れた。2008年の体重別でも決勝で井上に内股で敗れることになった。井上とは中学時代から何度となく対戦してきたが、結局一度も勝つことができなかった。2009年の全日本選手権では準決勝で天理大学職員の穴井隆将に内股すかしで敗れたが、3度目の3位となった。2010年の実業個人では7年ぶりの優勝を飾った。2012年の全日本選手権には実に12度目の出場を果たすことになったが、3回戦で国士舘大学教員の鈴木に小外掛で敗れた。

## 主な戦績
(階級表記のない大会は全て95kg超級及び100kg超級での成績)
- 1993年 -　近代柔道杯全国中学生柔道大会　2位
- 1993年 - 全国中学校柔道大会　2位(78kg超級)
- 1996年 -　インターハイ　団体戦　優勝
- 1997年 -　全日本ジュニア　3位
- 2000年　- 正力杯　3位
- 2000年 -　体重別団体 2位
- 2001年　- 嘉納杯　3位
- 2002年　- カザフスタン国際　優勝
- 2003年　- 実業個人　優勝
- 2003年 - 講道館杯　3位
- 2003年 - 韓国国際　3位
- 2004年　- ロシア国際　3位
- 2004年 - 体重別　優勝
- 2004年 - アジア選手権　無差別　3位
- 2004年 - 講道館杯　3位
- 2005年　- ロシア国際　3位
- 2005年 - フランス国際　2位
- 2005年 - 体重別　3位
- 2005年　- 全日本選手権　3位
- 2005年 - アジア選手権　2位
- 2005年 - 講道館杯　3位
- 2006年　- 嘉納杯　3位
- 2006年 - 全日本選手権　3位
- 2006年 - 東アジア選手権　3位
- 2006年 - 講道館杯　2位
- 2007年　- 環太平洋柔道選手権大会　2位
- 2007年 - 講道館杯　優勝
- 2008年　- 体重別　2位
- 2009年　- 全日本選手権　3位
- 2010年　- 実業個人　優勝
- 2011年　- 実業個人　3位